# Jeziki Butana
Vsega skupaj lahko najdemo kar 25 jezikov Butana. Uradni jezik države je  Dzongkha. Botijci govorijo različne tibetanske dialekte, Nepalci pa nepalske dialekte. Na zahodu Butana prevladuje jezik dzongkha, na vzhodu države — množica vzhodno-butanskih jezikov, pri katerih še vedno ne obstaja jasna klasifikacija, glavni med njimi so  — cangla, dzala, heng, bumtang.
Poleg tega na tem območju živi še okoli 10 priseljenih etničnih skupin Butana. Pri teh je materni jezik v glavnem iz skupine asamskih jezikov — katere govori okoli 109 tisoč priseljencev. Druge jezikovne skupine so še: adi (2.100), bantava (19.200), vzhodni magari (21.300), vzhodni tamang, hindi (31.900), limbu (63.500), santali (13.600), šerpa (4.200), zahodni gurung (43.300).

## Cangla
Cangla je eden od glavnih tibetanskih jezikov v Butanu. Okoli 156.000 prebivalcev na vzhodu govori ta jezik. Tako v Butanu okoli 25-30% prebivalcev govori ta jezik. Ta jezik je glavni jezik narodnosti Šarčob. 

## Bumtang
Bumtanščina je tudi eden od glavnih jezikov, ki jih govorijo prebivalci v osrednjem delu države, v okraju Bumtang in soseščini. Ta jezik govori po podatkih iz leta 2006 okoli 36.500 ljudi.

## Lista jezikov Butana
V tabeli so podatki za 25 jezikov v Butanu, od katerih so vsi še živi.
| Ime jezikovne skupnosti | Število                   | Jezikovna skupina | Lokalizacija                                   |
| ----------------------- | ------------------------- | ----------------- | ---------------------------------------------- |
| Adapi                   | —                         | Sino-tibetanska   | Vangdi-Fodrang                                 |
| Brokat                  | 300 (1993)                | Sino-tibetanska   | Bumtang                                        |
| Brokpa                  | 5.000 (2006)              | Sino-tibetanska   | Тrašigang                                      |
| Bumgang                 | 36.500 (2006)             | Sino-tibetanska   | Bumtang, Trongsa                               |
| Čali                    | 8.200 (2006)              | Sino-tibetanska   | Mongar                                         |
| Čokangaka               | 20.000 (1993)             | Sino-tibetanska   | Mongar, Lunce                                  |
| Dakpa                   | 1.000 (1993)              | Sino-tibetanska   | Тrašigang                                      |
| Dzala                   | 68.400 (2006)             | Sino-tibetanska   | Lunce, Тrašijangce                             |
| Dzongkha                | 160.000 (2006) (v Butanu) | Sino-tibetanska   | Haa, Paro, Punaka                              |
| Gongdu                  | 2.100 (2006)              | Sino-tibetanska   | Мongar                                         |
| Keng                    | 50.000 (2003)             | Sino-tibetanska   | Žemgang, Моngar                                |
| Kurto                   | 10.000 (1993)             | Sino-tibetanska   | Lunce                                          |
| Кuruh                   | 4.200 (2002) (v Butanu)   | Dravidi           | —                                              |
| La-kha                  | 8.000 (1993)              | Sino-tibetanska   | Vangdi-Fodrang                                 |
| Lenga Laja              | 1.100 (1993)              | Sino-tibetanska   | Punaka, Gasa, Тhimphu                          |
| Lepča                   | 2.000 (2006) (v Butanu)   | Sino-tibetanska   | zahodne in južne doline                        |
| Lhokpu                  | 2.500 (1993)              | Sino-tibetanska   | Samce                                          |
| Lenga Lunanakha         | 700 (1998)                | Sino-tibetanska   | Punaka                                         |
| Lenga Nupbikha          | 2.200 (2006)              | Sino-tibetanska   | Тrongsa                                        |
| Njenkha                 | 10.000 (1993)             | Sino-tibetanska   | Trongsa                                        |
| Olekha                  | 1.000 (1993)              | Sino-tibetanska   | vasi: Adha, Rukha, Vangling, Džangdži, Trumzur |
| Tibetanci               | 4.800 (2006) (v Butanu)   | Sino-tibetanska   | —                                              |
| Ceku                    | 6.400 (2006) (v Butanu)   | Sino-tibetanska   | —                                              |
| Cangla                  | 157.000 (v Butanu)        | Sino-tibetanska   | Vzhod in jugovzhod Butana                      |